# Le Mesnil-Esnard
Le Mesnil-Esnard is een gemeente in het Franse departement Seine-Maritime (regio Normandië) en telt 6388 inwoners (2004). De plaats maakt deel uit van het arrondissement Rouen.

## Geografie
De oppervlakte van Le Mesnil-Esnard bedraagt 5,1 km², de bevolkingsdichtheid is 1252,5 inwoners per km².
De onderstaande kaart toont de ligging van Le Mesnil-Esnard met de belangrijkste infrastructuur en aangrenzende gemeenten.

## Demografie
Onderstaande figuur toont het verloop van het inwonertal (bron: INSEE-tellingen).